# Simona Izzo
Simona Izzo (Roma, 22 de abril de 1953) es una actriz, directora de cine y guionista italiana.

## Carrera
Nacida en Roma, Simona es la hija del actor de voz Renato Izzo. En su juventud empezó a trabajar en el campo del doblaje profesional. En 1990 ganó el premio Nastro d'Argento por su doblaje de Jacqueline Bisset en la versión italiana de Scenes from the Class Struggle in Beverly Hills. Después de haber actuado en una cantidad de series de televisión y películas y de servir como guionista al lado de Ricky Tognazzi, su debut como directora, la película Sentimental Maniacs le valió obtener un premio David di Donatello por mejor nuevo director.

## Filmografía parcial

### Guionista
- Little Misunderstandings (1989)
- Ultra (1991)
- The Escort (1993)
- Strangled Lives (1996)
- Canone inverso (2000)
- The Good Pope: Pope John XXIII (2003)

### Directora
- Sentimental Maniacs (1994)
- Camere da letto (1997)